# Wilamowo (Rozogi)
Wilamowo (deutsch Willamowen, 1932 bis 1945 Wilhelmshof) ist ein Dorf in der polnischen Woiwodschaft Ermland-Masuren. Es gehört zur Gmina Rozogi (Landgemeinde Friedrichshof) im Powiat Szczycieński (Kreis Ortelsburg).

## Geographische Lage
Wilamowo liegt in der südlichen Mitte der Woiwodschaft Ermland-Masuren, 24 Kilometer südöstlich der Kreisstadt Szczytno (deutsch Ortelsburg).

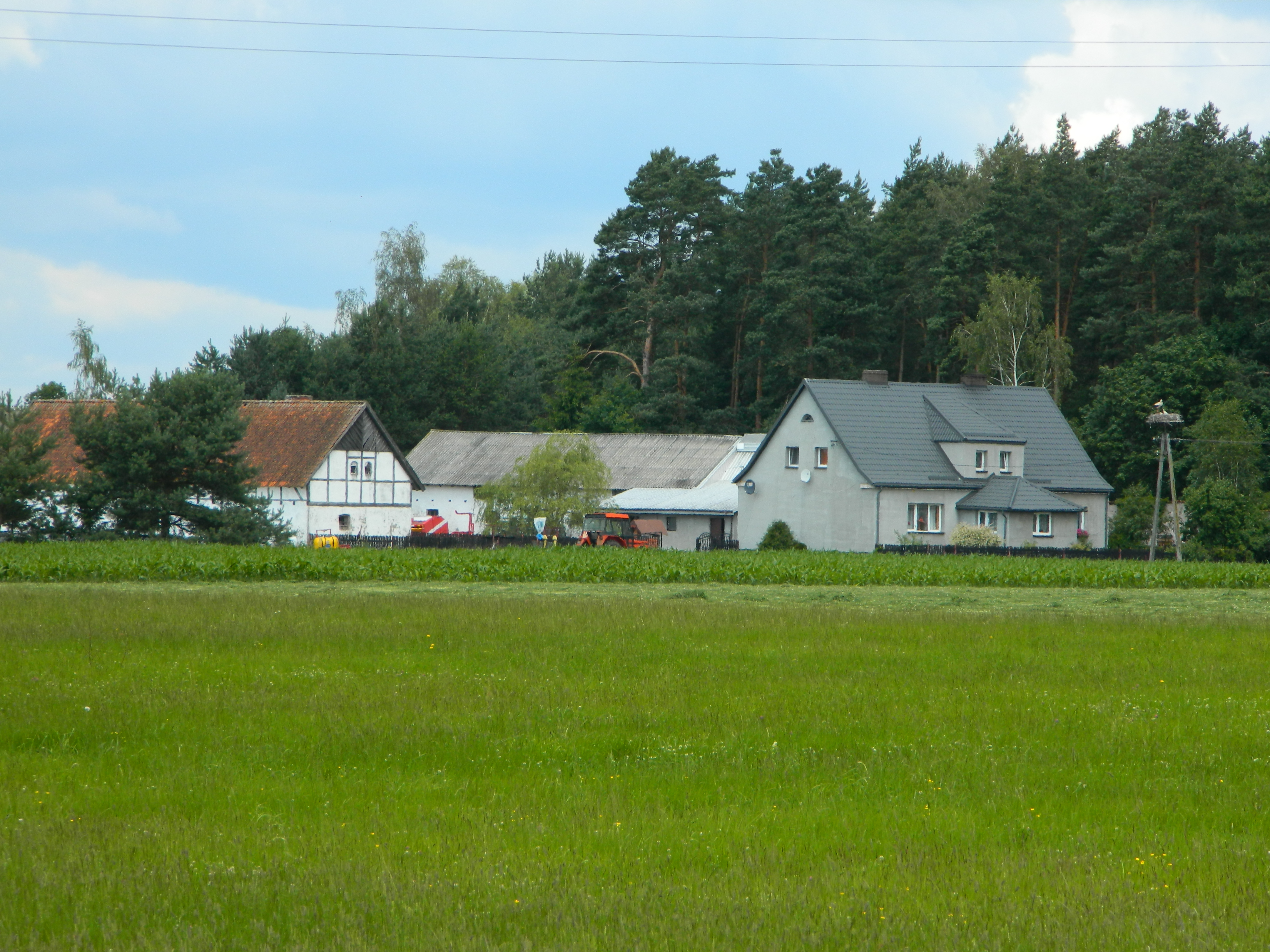
Anwesen (mit Storchennest) in Wilamowo

## Geschichte
Gründer der Siedlung Wilhelmmowa (nach 1820 Wyllamowen) ist Friedrich Wilhelm, der „große Kurfürst“. Er verlieh in seiner Handfeste am 24. Januar 1646 dem Hans Simon Land und Wald zur Anlegung des Dorfes. 1783 allerdings wurden die Vermögensverhältnisse der Bauern nicht gerade als rosig bezeichnet: „Der Holzbedarf muss in der staatlichen Forst gedeckt werden. Heu muss in Polen gekauft werden.“ Eigentlich erst in den 1920er Jahren setzte ein wirtschaftlicher Aufschwung ein.
1874 wurde Willamowen in den neu errichteten Amtsbezirk Friedrichshof (polnisch Rozogi) im ostpreußischen Kreis Ortelsburg eingegliedert. Im Jahr 1910 betrug die Zahl der Dorfeinwohner 845. Aufgrund der Bestimmungen des Versailler Vertrags stimmte die Bevölkerung in den Volksabstimmungen in Ost- und Westpreußen am 11. Juli 1920 über die weitere staatliche Zugehörigkeit zu Ostpreußen (und damit zu Deutschland) oder den Anschluss an Polen ab. In Willamowen stimmten 627 Einwohner für den Verbleib bei Ostpreußen, auf Polen entfielen keine Stimmen.
Am 12. Dezember 1932 wurde Willamowen aus politisch-ideologischen Gründen der Abwehr fremdländisch klingender Ortsnamen umbenannt. In Erinnerung an den Ortsgründer, den Großen Kurfürsten, wählte man den Namen „Wilhelmshof“. Die Einwohnerzahl belief sich 1933 auf 706 und sank bis 1939 auf 665.
Mit dem gesamten südlichen Ostpreußen kam Wilhelmshof im März 1945 zur Volksrepublik Polen. Das Dorf ist heute als Sitz eines Schulzenamtes (polnisch Sołectwo) eine Ortschaft im Verbund der Landgemeinde Rozogi (Friedrichshof) im Powiat Szczycieński (Kreis Ortelsburg), bis 1998 der Woiwodschaft Ostrołęka, seither der Woiwodschaft Ermland-Masuren zugehörig.

## Kirche
Bis 1945 war Willamowen resp. Wilhelmshof in die evangelische Kirche Friedrichshof in der Kirchenprovinz Ostpreußen der Evangelischen Kirche der Altpreußischen Union sowie in die römisch-katholische Kirche Liebenberg (polnisch Klon) im damaligen Bistum Ermland eingepfarrt.
Heute gehört Wilamowo katholischerseits noch zur Pfarrei in Klon, die jetzt dem Erzbistum Ermland zugehört. Die evangelischen Einwohner orientieren sich zur Kirche in Szczytno (Ortelsburg) in der Diözese Masuren der Evangelisch-Augsburgischen Kirche in Polen.

## Schule
Die Dorfschule in Willamowen wurde während der Regierung Friedrich Wilhelms I. gegründet. 1939 wurden in zwei Klassen etwa 80 Kinder unterrichtet.

## Verkehr
Wilamowo liegt verkehrsgünstig nahe an den beiden Landesstraßen DK 53 und DK 59 und ist von Lipniak (Lipniak bei Farienen, 1938 bis 1945 Lindenheim) bzw. Rozogi (Friedrichshof) aus zu erreichen. Ein Bahnanschluss besteht nicht.